# Johan Dijkstra (kunstenaar)
Johannes (Johan) Dijkstra (Groningen, 23 december 1896 – aldaar, 21 februari 1978) was een Nederlandse schilder, graficus, glazenier, mozaïekkunstenaar en docent. Hij geldt als een van de belangrijkste Groninger kunstenaars van de twintigste eeuw.

## Leven en werk
Dijkstra werd geboren in de stad Groningen als zoon van huis- en decoratieschilder Derk Dijkstra en Elizabeth Bousema. Hij werd opgeleid aan Academie Minerva (1915-1919) als leerling van onder anderen F.H. Bach en Dirk de Vries Lam en behaalde de MO-akte tekenen. Hij vervolgde zijn studie aan de Rijksacademie in Amsterdam (1919-1920), bij Antoon Derkinderen en Rik Roland Holst.
In 1918 richtte Dijkstra met Jan Altink de Groninger kunstkring De Ploeg op. In zijn werk blijkt aanvankelijk de invloed van het Franse impressionisme en Vincent van Gogh, pas in 1924 gaf hij zich over aan het expressionisme. In zijn atelier aan de Spilsluizen, ontworpen door zijn vriend en architect Evert van Linge, verdiende hij zijn eerste brood met het vervaardigen van illustraties en reclamekunst. Hij was ook boekbandontwerper en ontwerper van ex librissen. Hij trouwde in 1922 met Maria (Marie) van Veen (1895-1969), een zus van Johan van Veen. Dijkstra en zijn vrouw raakten via De Ploeg bevriend met schrijver en dichter Willem de Mérode. In 1924 maakte hij voor het boek Ganymedes van De Mérode vijf houtsneden, waaronder Ganymedes als schenker der goden. De expressionistische houtsneden zijn met opzet wat primitief. Dijkstra maakte zijn houtsneden met een eenvoudig stalen schoenmakersmes.
In 1926 werd Dijkstra leraar bij 'De Linetreckers', een tekenvereniging van Groninger studenten. Door dat werk kreeg hij ruimte voor het vrije werk dat bestond uit schilderijen en enkele beeldhouwwerken. Ook maakte hij decorontwerpen bij geënsceneerde muziekuitvoeringen, georganiseerd door de componist Daniël Ruyneman. Hij schilderde beelden van het Groninger plattelands- en stadsleven, marines, naakten en portretten van andere Ploegleden.
Vanaf 1930 koos Dijkstra een andere richting en stortte hij zich op de monumentale kunsten. Hij schiep een muurschildering in het stadhuis van Groningen en leerde van Duitse glasschilders bij de Noord-Nederlandse Electrische Glasslijperij (NEG) de techniek van het brandschilderen. Zijn eerste grote monumentale opdracht van voor de Tweede Wereldoorlog was het vervaardigen van de gedenkramen in het Academiegebouw van de Rijksuniversiteit. Op de ramen werden ook twee vrouwelijke helden afgebeeld, de feministe Aletta Jacobs en de verzetsvrouw Anda Kerkhoven. De laatstgenoemde schilderde hij diverse malen, ook nadat zij, kort voor de bevrijding, was gedood door de Sicherheitsdienst.
Dijkstra maakte zijn ramen tot 1937 in de fabriek van de NEG, daarna had hij een eigen glasatelier in het oude 'Clerckhues' in het Prinsenhof. Later liet hij ook ramen door anderen uitvoeren, onder meer bij Koster in Groningen en vanaf ca. 1960 in het Haarlemse Atelier Bogtman Na de oorlog volgden glasopdrachten in onder meer Dordrecht, Coevorden en Utrecht. In het buitenland (Manchester en Malmö) ontwierp hij mozaïeken en nam hij deel aan groepstentoonstellingen van De Ploeg in New York, Oldenburg en de Biënnale van Venetië.
Naast Ploeglid was Dijkstra onder meer lid van De Onafhankelijken en Arti et Amicitiae. Hij ontving in 1925 de Willink van Collenprijs. Bij de onthulling van de gedenkramen in het Groninger Academiegebouw in 1951 werd hij benoemd tot Ridder in de Orde van Oranje-Nassau en in 1957 ontving hij de Culturele prijs van de provincie Groningen. Vanaf 1972 ontving hij een jaarlijkse eretoelage van het Ministerie van Cultuur, Recreatie en Maatschappelijk Werk.
Dijkstra was jarenlang kunstrecensent voor het Nieuwsblad van het Noorden. Zijn laatste levensjaren waren niet de gelukkigste. Na het overlijden van zijn vrouw Marie in 1969 zwierf hij vaak rond door de straten. Zijn creativiteit had hem blijkbaar verlaten en zijn productie stokte. In zijn kunstkritieken werden zijn uithalen steeds feller, waardoor hij weinig vrienden overhield. Dijkstra overleed op 81-jarige leeftijd in zijn woonplaats Groningen. Hij werd begraven op begraafplaats Esserveld.

## Werken (selecties)

### Monumentale opdrachten
- vier ramen (ca. 1932) met Sinterklaasintocht, voor kleuterschool De Zonnebloem in de Graaf Adolfstraat, Groningen (later Nassauschool)
- wandschildering (1936) in de trouwzaal van het stadhuis van Groningen
- gedenkramen in de aula van het Academiegebouw (1937-1951) in Groningen
- glas in lood (1940) voor de Hervormde Kerk in Bathmen
- glas in lood (1949) voor de LTS in Appingedam
- gedenkraam voor Catharina van Santen (1954) in de Grote Kerk in Dordrecht
- mozaïek van een postduif (1957) voor het PTT-sorteercentrum in Groningen (later verplaatst naar Termunterzijl)
- gezandstraalde ramen (1957) voor het Gemaal Colijn bij Ketelhaven
- ramen (1957, 1960 en 1965) voor de Geertekerk in Utrecht
- ramen (1968) van spiegelglas, voor het Gomaruscollege in Groningen

### Grafisch werk
- Oogsttafereel, omslag voor tijdschrift Frisia, 1922
- Josef Cohen, Schemerverzen, houtsneden, Groninger Kunstkring de Ploeg, 1923
- M.A.R.G. Poelhekke, Lyriek, band, J.B. Wolters 1924
- Janneke Ratsma, Frysk Mearkesboek, band en prentjes, W.A. Eisma & Co. 1924
- A. van Veldhuizen, Met zes zintuigen de natuur in, band en illustraties, Kok Kampen 1926
- E.J. Huizenga-Onnekes, Het boek van Trijntje Soldaats, band, prenten en initialen, Noordhoff 1928
- K. ter Laan, Nieuw Groninger Woordenboek, band, kaarten en platen, J.B. Wolters 1929
- Josef Cohen, In het wonderland van planten en dieren, band en illustraties, J.B. Wolters 1930
- E.J. Huizenga-Onnekes, Het boek van Minne Koning, prenten en initialen, Noordhoff 1930
- F.M. Dostojewskie (sic), De halfvolwassene, band en stofomslag, De Gulden Ster 1929
- F.M. Dostojewskie, De zachtmoedige, band en houtsneden, De Gulden Ster 1929
- M. Gorki, Matwej, de zoon van een non, band en stofomslag, De Gulden Ster, 1929
- Leonid Andrejew, De roode lach, band, schutbladen en houtsneden, De Gulden Ster 1930
- Henri C. van Praag, Gelukkig niet te laat, Kinderliedjes, prentjes, De Gulden Ster, 1931
- N.S. Ljeskow, De priesters, band, De Gulden Ster 1931
- Knut Hamsun, De vrouwen bij de pomp, omslag, De Gulden Ster 1932
- Alexej Tolstoy, Iwan de Verschrikkelijke, band, De Gulden Ster ca. 1935
- F.M. Dostojewskie, Herinnering uit het ondergrondse, band en houtsnede, De Gulden Ster z.j.

### Publicaties
- Dijkstra, J. (1938) Beschrijving van het gebrandschilderde raam in de aula van de universiteit te Groningen geschonken door Hare Majesteit Wilhelmina Koningin der Nederlanden. Groningen: gebr. Hoitsema. 22 pagina's.
- Dijkstra, J. (1938) Toelichting bij de wandschilderingen in de trouwzaal van het stadhuis te Groningen. 23 pagina's.
- Dijkstra, J. [z.j.] The stained glass windows in the great hall of the university of Groningen. Groningen: De Waal. 29 pagina's.
- Dijkstra, J. [z.j.] Korte beschrijving van het zuidertranseptraam in de Grote Kerk te Dordrecht.
- Dijkstra, J. "Avonturen in glas en op de muur", in Groningen. Cultureel maandblad 4 (1962), p. 232-237, 6 (1964) p. 10-16, 105-112

## Afbeeldingen

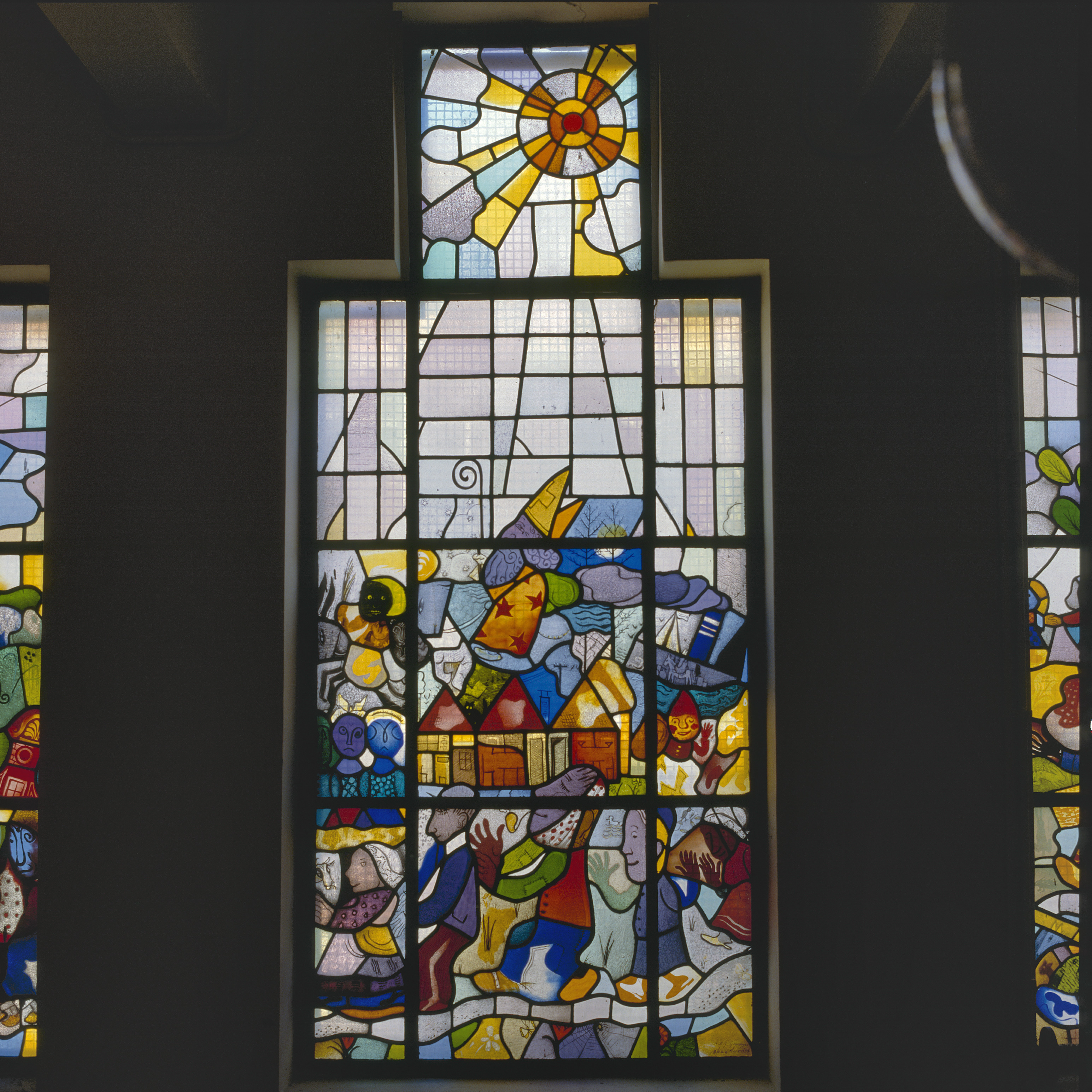
Sinterklaasintocht (ca. 1932)
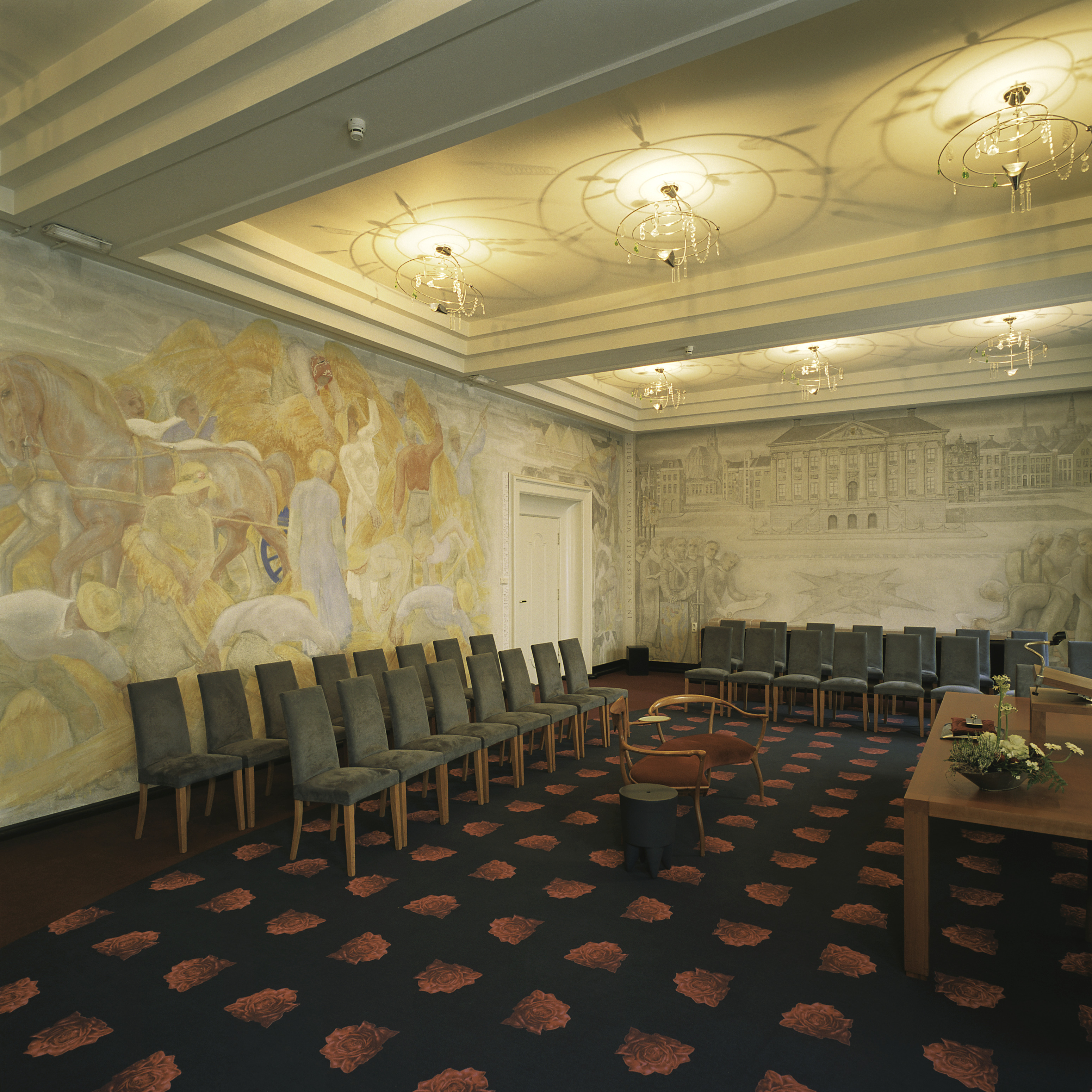
Wandschildering (1936)
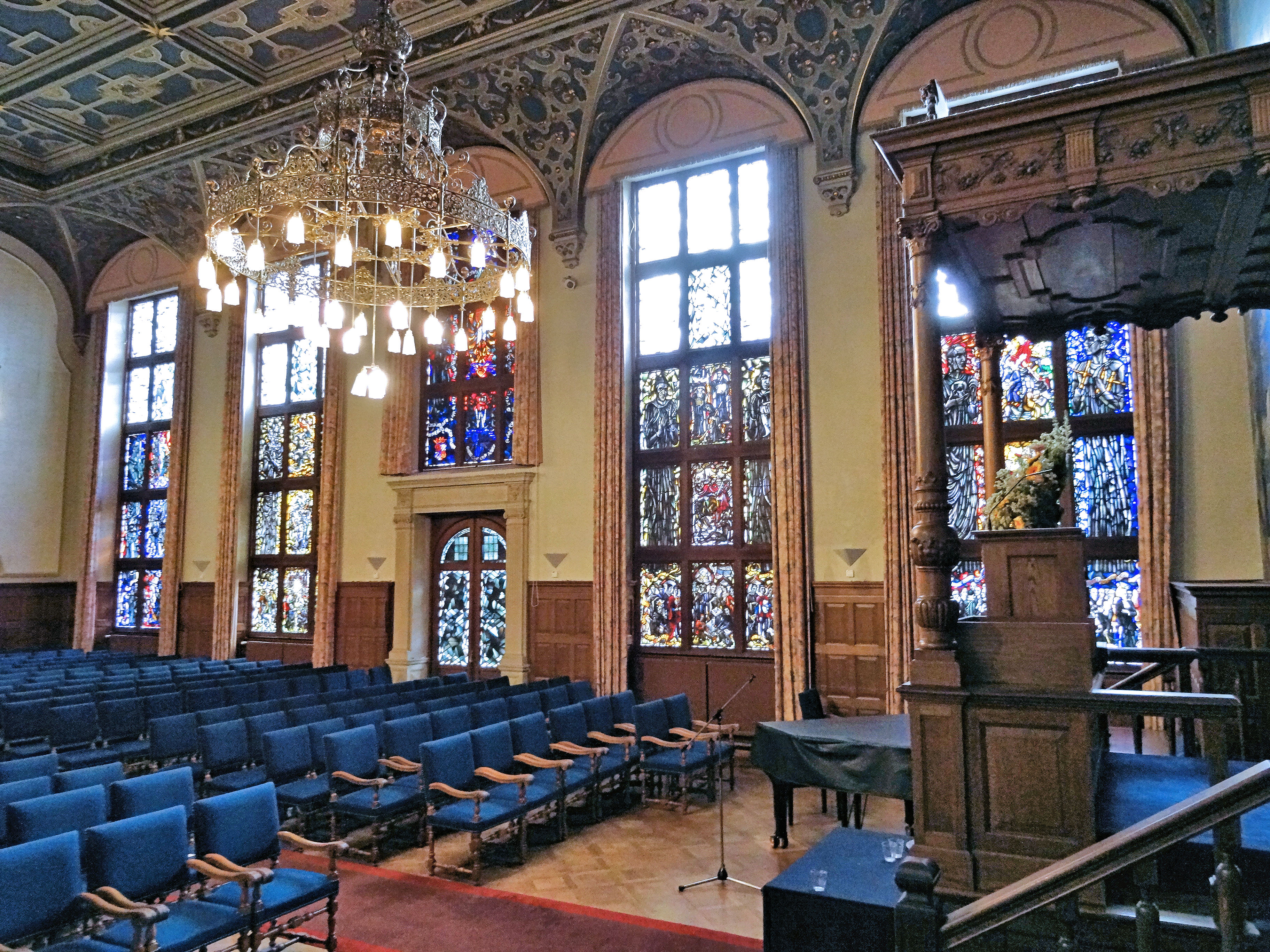
Gedenkramen in het Academiegebouw (1937-1951)
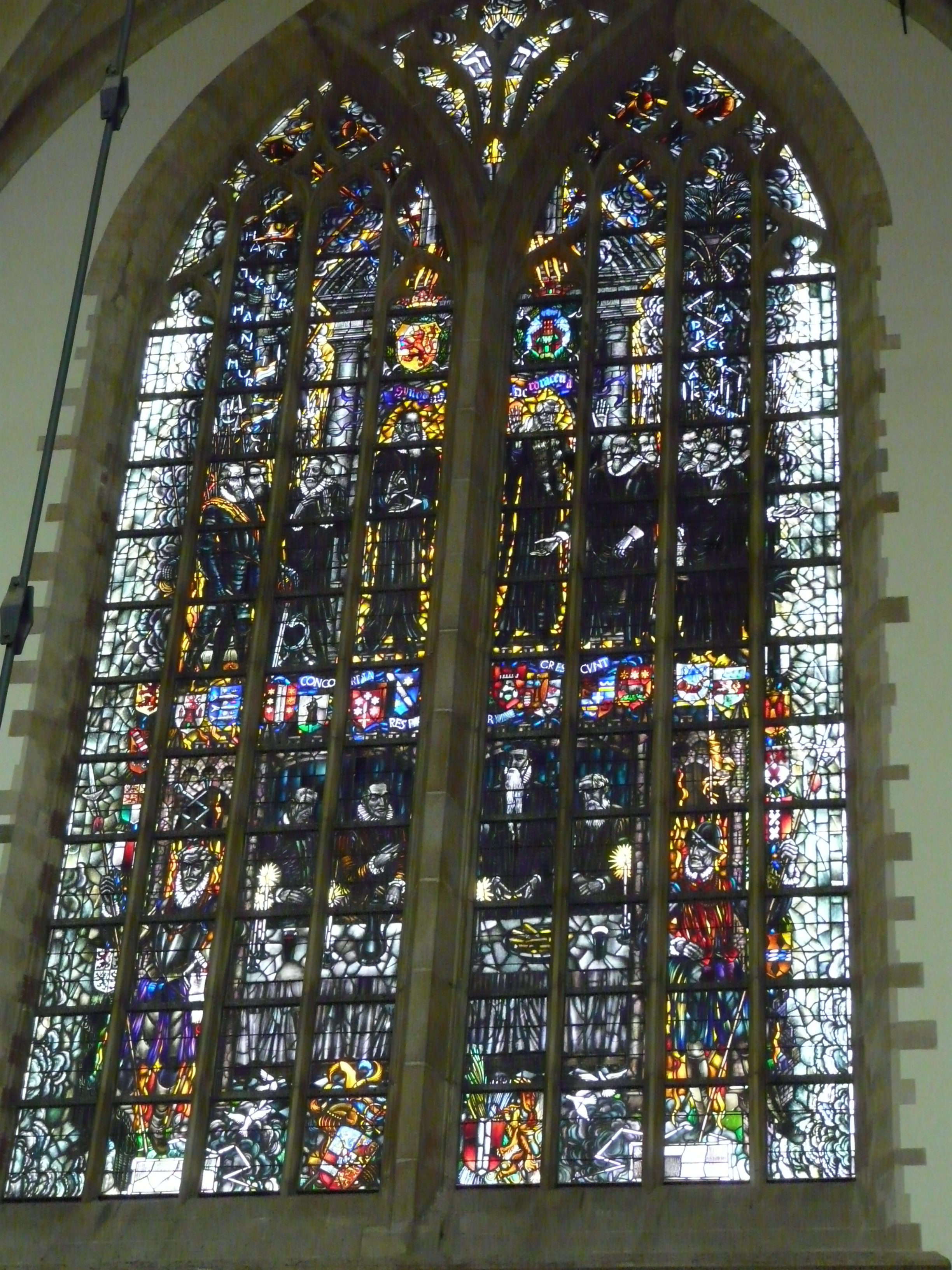
Gedenkraam voor Catharina van Santen (1954)
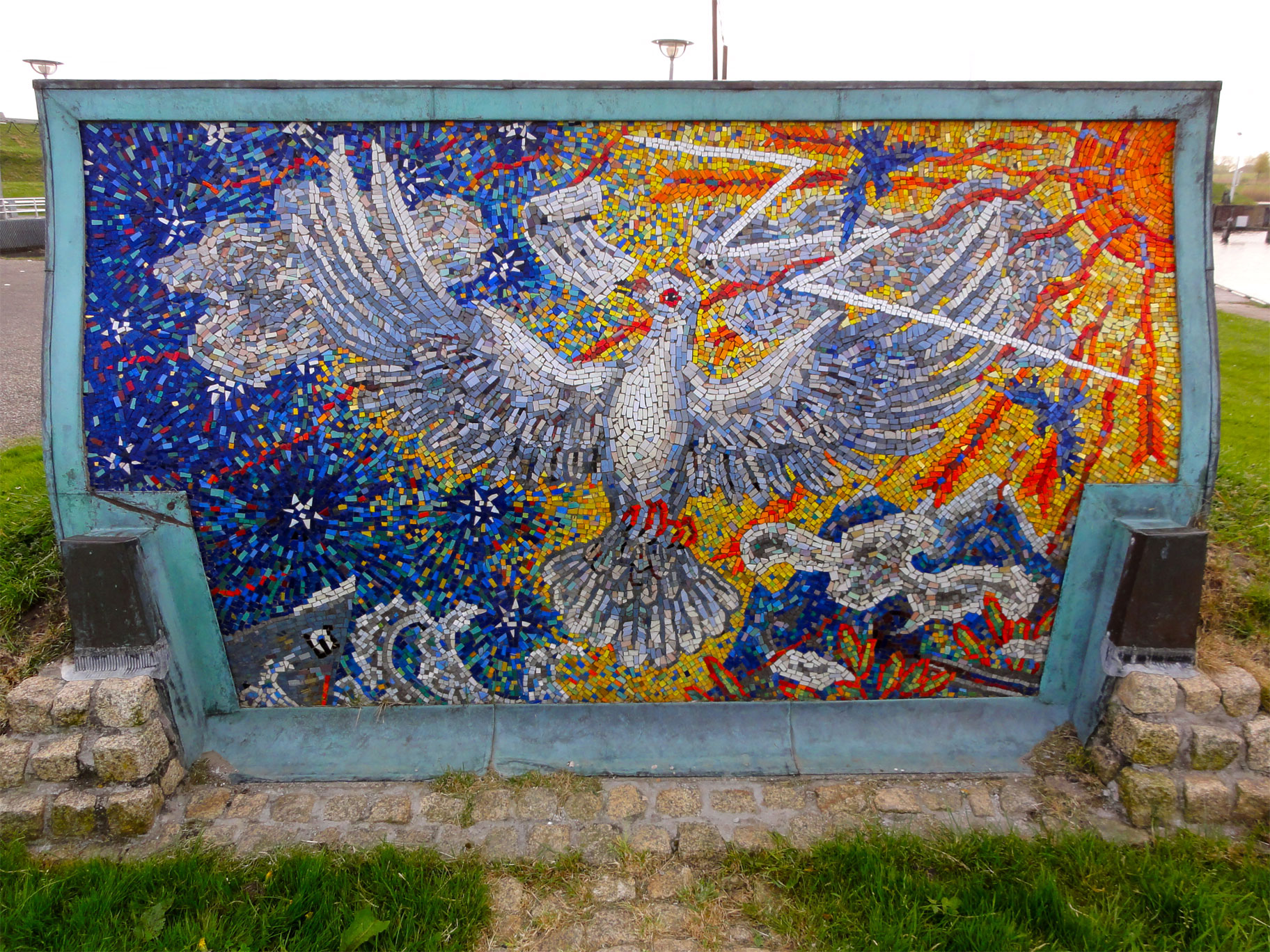
Postduif (1957)

- Bibliothèque nationale de France: cb13560793f (data)
- Biografisch Portaal: 81113223
- Gemeinsame Normdatei: 119482037
- International Standard Name Identifier: 0000 0000 8129 168X
- Library of Congress Control Number: n97106891
- Nederlandse Thesaurus van Auteursnamen: 07110318X
- RKD-Nederlands Instituut voor Kunstgeschiedenis: 23089
- Système universitaire de documentation: 067050913
- Union List of Artist Names: 500013377
- Virtual International Authority File: 50037155
- WorldCat: E39PBJc7XWVTC3hkfbP4BPV6Kd